# گورستان ساری داغ
گورستان ساری داغ مربوط به هزاره دوم و هزاره اول قبل از میلاد است و در شهرستان بناب، شهرک ساری داغ واقع شده و این اثر در تاریخ ۲۳ شهریور ۱۳۸۲ با شمارهٔ ثبت ۱۰۰۵۶ به‌عنوان یکی از آثار ملی ایران به ثبت رسیده است.